# کریستین آنیگو
کریستین آنیگو (انگلیسی: Kristine Anigwe؛ زادهٔ ۳۱ مارس ۱۹۹۷) بازیکن بسکتبال اهل ایالات متحده آمریکا است.

## زندگی اولیه
کریستین آنیگو از والدین نیجریایی در لندن به دنیا آمد.  او به همراه خواهران و برادرانش در فینیکس (آریزونا) بزرگ شد و در دبیرستان دیزرت ویستا تحصیل کرد. در ۱۷ سالگی آنیگو در سال ۲۰۱۴ شهروند ایالات متحده آمریکا شد.
در سال‌های بعدتر، آنیکو دوبار متوالی برندهٔ گروه سنی خود در قهرمانی جهان که در ایالات متحده برگزار شد، شد. این مقام‌ها نخست در گروه سنی زیر ۱۷ سال در سال ۲۰۱۴ و سپس در گروه زیر ۱۸ سال در سال ۲۰۱۵ بود. آنیگو در تمام ۲۷ بازی فصل آخر خود برای دبیرستان دیزرت ویستا، امتیاز دو رقمی کسب کرد و با میانگین ۲۱.۱ امتیاز و ۱۳.۳ ریباند در هر بازی، در ایالت پیشتاز بود و ۱۷ دابل دابل ثبت کرد.